# 崖っぷち〜アラビアンサイトFEVER〜
『崖っぷち〜アラビアンサイトFEVER〜』（がけっぷちアラビアンサイトフィーバー）はTBSで2009年10月7日から2010年3月24日まで放送されていた深夜バラエティ番組。

## 概説
一部のEPG（電子番組表）に掲載されていた番組解説を要約すると、「アラビアの国の王様に扮した有吉弘行の『深夜の究極の退屈しのぎ』のために、お笑い芸人やグラビアアイドルがネット上のサイトや動画を紹介し、有吉が気に入ったら番組公式ホームページにアップロード（おそらくはリンクを貼る）という、おもしろ動画を紹介してゆく番組」だったという。実際番組当初は「野菜でホームランを打つ」「りんごの皮をより長く剥けられるか」などの動画サイトを紹介した上で、番組出演者が挑戦してゆく模様が放送されたことがあった。しかし後述の「愛川ゆず季ブログ企画」が不調に終わったことで番組内容を一部変更し、東京周辺の3つの有名ラーメン店の味をブレンドする企画が番組の中心となり、公式HPでその3つのラーメン店を紹介するようになっていった。
『千夜一夜物語』をイメージしたCGを背景に、「空飛ぶじゅうたん」の上に番組MCの有吉と堀越のりやゲスト出演者などが乗って、番組を進行するという趣向であった。堀越やレギュラー出演者の梅田彩佳と桃瀬美咲はへそ出しの衣装で登場していた。
なお、番組タイトルが正式に決まる前に有力なタイトル候補として『ブログ城』があり、一部のテレビ情報誌（いずれも月刊誌で2009年10月号）では番組名が『ブログ城』と記載されていた。

### 出演者について
- 堀越のりは2009年10月1日付けの公式ブログで、9月30日に収録やスチール撮影があったことを明かしている[1]。同じくMCの有吉弘行は同年10月6日付けの自身の公式ブログで番組のことを告知しており、その中で「3ヶ月限定」の放送であることを明かしていたが[2]、堀越が12月15日付けのブログで「番組は年を跨ぎ、来年も皆さんにお届けされることになりました」と報告している[3]。

- 有吉はテレビ朝日のバラエティ番組『雨上がり決死隊のトーク番組アメトーーク!』の企画「芸人ドラフト会議」（架空の番組を制作するという設定で、出演者をドラフト会議形式で指名していく）という企画で、堀越を番組アシスタントとして、4位指名している。有吉は同企画内で堀越を「今までの苦労を全て毒に変えられる力を持っていて僕の番組にふさわしい!女性だけど、芸能界屈指のタフガイと言える。笑いのセンスもある」と評している[注釈 1]。その後、この番組で実際に共演することとなり、このことは『アメトーーク』内でも触れられている[注釈 2]。

## 主な企画
愛川ゆず季ブログ企画
事実上のメイン企画。かつては雑誌のグラビアなどで大活躍しながらも、その後雑誌・テレビなどでの露出が減少していた「崖っぷち」グラビアアイドル愛川ゆず季がブログを立ち上げ、3ヶ月以内に番組が設定した総アクセス数の2000万件に達しなかったら芸能界を即引退となる過酷な企画、となるはずだった。開始当初はアクセス数が伸び悩んでいたため、番組が追加で用意したチャレンジ企画に愛川がクリアすればアクセス数がアップする救済措置を講じた。このほか、有吉がカメラマンを務める「魅惑の撮影会」などを実施するなど、愛川や番組スタッフの奮闘ぶりを複数のネットニュースが一斉に報じたところ、アクセス数は急上昇。たった12日間で規定の総アクセス数に達したため、愛川は芸能界引退を免れたが、実際にはスタッフからひどい扱いを受けていると自身がブログ上で話しているのを見たネットユーザーが、TBS自体を良くは思っていないということもあり、「企画を潰そう」と呼びかけ田代砲を使用し、アクセス数を上げていたのが原因。その後残った期間で、千葉県の鋸山のがけの上で愛川が叫ぶ、穴埋めコーナーが放送された。なお、番組でも企画倒れになったことを認めている。
ラーメン王による究極のスープと愛の劇場
「ラーメン王」と呼ばれる石神秀幸らが、3つのラーメン店の麺やスープを拝借して、新しい味のラーメンを開発するという企画。「愛川ゆず季ブログ企画」終了後の番組のメインコーナーだった。こうしてできたラーメンをスタジオで有吉をはじめとする番組出演者が試食して、評価するのだが、3つの店の個性がうまく融合した時もあれば、単なるまずいラーメンに終わるなど、評価は回によってまちまちだった。3つの店に麺やスープを拝借する過程では、石神と女性アシスタント1名（主にAKB48の新旧メンバー）がそれぞれの店に出向き、店主に頼み込む様子が放送されていた。そのうち不必要とも思える寸劇が織り込まれたりもした。このほかカレーなど、ラーメン以外の食材で挑戦する回もあった。
ウェブドラマ情報
TBSが手がけたウェブドラマを紹介するコーナー。『崖っぷち』放送期間中に配信された『bump.y』と『マノスパイ』の出演者が毎回出演して、ドラマの見所について語っていた。

## 出演者
番組MC
- 有吉弘行
- 堀越のり

アシスタント
- 梅田彩佳（AKB48）
- 桃瀬美咲

コーナー出演
- 大堀恵（SDN48）
- 野呂佳代（SDN48）
- 愛川ゆず季
- 石神秀幸
- bump.y
  - 松山メアリ
  - 桜庭ななみ
  - 宮武美桜
  - 高月彩良
  - 宮武祭
  - 菊里ひかり
- 真野恵里菜ほか

ナレーション
- 高野貴裕（TBSアナウンサー）ほか

## 歴代エンディングテーマ
- PURPLE REVEL「JULIA feat. TAATI」2009年10月、11月度
- 詩音「Re：ナミダボシ feat.CLIFF EDGE」2009年12月[注釈 3]
- ハイジ「Sunday Blues」2009年12月・2010年1月度
- イケメン'ズ「Message」2010年2月・3月度

## ネット局と放送時間
| 放送対象地域 | 放送局    | 放送日時                     | 備考   |
| ------------ | --------- | ---------------------------- | ------ |
| 関東広域圏   | TBSテレビ | 水曜 1:29 - 1:59（火曜深夜） | 制作局 |